# Dracula christineana
Dracula christineana är en orkidéart som beskrevs av Carlyle August Luer. Dracula christineana ingår i släktet Dracula och familjen orkidéer.
Artens utbredningsområde är Ecuador. Inga underarter finns listade i Catalogue of Life.